# 恒川隆男
恒川 隆男（つねかわ たかお、1940年2月 - 2016年10月9日 ）は、日本のドイツ文学者、元明治大学文学部教授。
戦後のドイツ文学が専門だが、後年は日本近代文学についての著作もある。

## 略歴
東京出身。東京都立西高等学校卒、1966年東京大学文学部卒、同大学院修士課程修了。1974年東京大学教養学部助教授、教授、その後、津田塾大学教授、1990年明治大学教授。2010年定年退任。

## 著書
- 『二つの世界のオイディプス』（白水社） 1985

### 共著
- 『文学にあらわれた現代ドイツ 東西ドイツの成立から再統一後まで』（小松英樹, 尾川浩, 若槻敬佐, 平子義雄, 根本萠騰子, 大中智男共著、三修社） 1997
- 『近代への架橋 明治前期の文学と思想をめぐって』（佐藤義雄共編、蒼丘書林） 2007

## 翻訳
- 『管理社会の音楽』（ウルリヒ・ディベーリウス編、渡辺健共訳、音楽之友社） 1979
- 『遺された断想』（ニーチェ、白水社、ニーチェ全集 第1期 第11巻） 1981
- 『アドルノ文学ノート』（アドルノ、三光長治, 前田良三, 池田信雄, 杉橋陽一共訳、みすず書房） 2009